# Gańczary
Gańczary – wieś na Ukrainie w rejonie lwowskim (do 2020 roku w rejonie pustomyckim) należącym do obwodu lwowskiego. 
W II Rzeczypospolitej wieś w powiecie lwowskim województwa lwowskiego. Mieszkali tu wyłącznie Polacy. Właścicielką majątku ziemskiego była Joanna Mahl. W lipcu 1943 nacjonaliści ukraińscy z OUN-UPA zamordowali tutaj 3 Polaków. 
1 września 2019 r. we wsi Spalona w powiecie legnickim odsłonięto tablicę upamiętniającą przesiedlonych tutaj byłych mieszkańców Gańczar.  

## Urodzeni
- Tadeusz Samborski